# Сноубординг на зимових Олімпійських іграх 2002

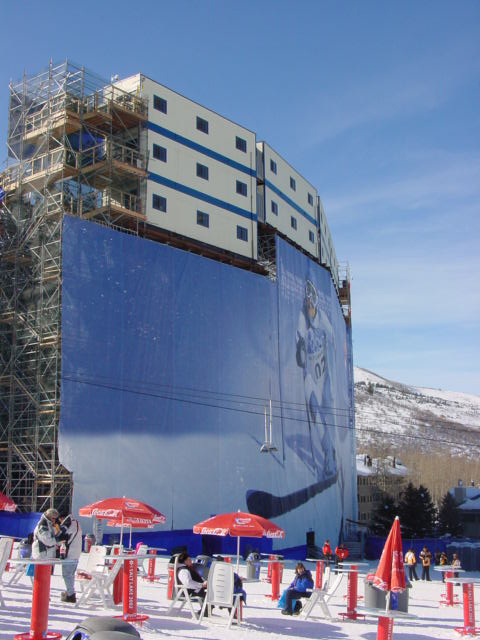
Стадіон для глядачів на Гірському курорті Парк-Сіті.

Змагання зі сноубордингу на зимових Олімпійських іграх 2002 складалися з чоловічих та жіночих дисциплін хаф-пайпу і паралельного гігантського слалому. Вони тривали з 10 до 15 лютого в місті Парк-Сіті.

## Чемпіони та призери

### Таблиця медалей
| Місце               | Країна              | Золото | Срібло | Бронза | Загалом |
| ------------------- | ------------------- | ------ | ------ | ------ | ------- |
| 1                   | США (USA)           | 2      | 1      | 2      | 5       |
| 2                   | Франція (FRA)       | 1      | 2      | 0      | 3       |
| 3                   | Швейцарія (SUI)     | 1      | 0      | 1      | 2       |
| 4                   | Швеція (SWE)        | 0      | 1      | 0      | 1       |
| 5                   | Італія (ITA)        | 0      | 0      | 1      | 1       |
| Загалом (5 збірних) | Загалом (5 збірних) | 4      | 4      | 4      | 12      |

### Чоловіки
| Дисципліна                     | Золото                 | Золото | Срібло                     | Срібло | Бронза              | Бронза |
| ------------------------------ | ---------------------- | ------ | -------------------------- | ------ | ------------------- | ------ |
| Хафпайп                        | Росс Пауерс · США      | 46.1   | Денні Касс · США           | 42.5   | Джаррет Томас · США | 42.1   |
| Паралельний гігантський слалом | Філіпп Шох · Швейцарія |        | Рікард Рікардссон · Швеція |        | Кріс Клаґ · США     |        |

### Жінки
| Дисципліна                     | Золото                 | Золото | Срібло                  | Срібло | Бронза                       | Бронза |
| ------------------------------ | ---------------------- | ------ | ----------------------- | ------ | ---------------------------- | ------ |
| Хафпайп                        | Келлі Кларк · США      | 47.9   | Доріан Відаль · Франція | 43.0   | Фаб'єнн Ройтелер · Швейцарія | 39.7   |
| Паралельний гігантський слалом | Ізабель Блан · Франція |        | Карін Рюбі · Франція    |        | Лідія Треттель · Італія      |        |

## Країни-учасниці
У змаганнях зі сноубордингу Солт-Лейк-Сіті взяли участь спортсмени дев'ятнадцяти країн.
- Австралія (1)
- Австрія (9)
- Канада (9)
- Іспанія (1)
- Фінляндія (7)
- Франція (12)
- Німеччина (9)
- Велика Британія (1)
- Італія (10)
- Японія (15)
- Нідерланди (1)
- Норвегія (7)
- Польща (2)
- Росія (1)
- Словенія (2)
- Словаччина (1)
- Швеція (11)
- Швейцарія (12)
- США (14)